# 关丹圣多默中学
圣多默中学是马来西亚的一所男子中学，也是关丹最悠久的英文学校之一。

## 概况
关丹圣多默天主教会收回校地改为私立学校。

## 历史
关丹圣多默天主教堂是于1910年由安東尼杜威爾神父提议创办，即买下位于甘布路的土地总面积为3英亩。教会在1956年创办圣多默中学，学校面积为1.74英亩左右。教会于1996年将学校的行政交由教育部接管，但保留校地的拥有权。